# Bo Elkjær
 Der er for få eller ingen kildehenvisninger i denne artikel, hvilket er et problem. Du kan hjælpe ved at angive troværdige kilder til de påstande, som fremføres i artiklen.

Bo Elkjær (født 27. juli 1966) er en dansk journalist og forfatter, der er mest kendt for gentagne gange at have forsøgt at få et interview med tidligere statsminister Anders Fogh Rasmussen (V) om Danmarks beslutning om at gå med i Irakkrigen.
Elkjær er uddannet fra Danmarks Journalisthøjskole i 1997. Han arbejdede fra 1995 indtil december 2011 på Ekstra Bladet. Efter et halvt år som presseansvarlig ved Ministeriet for Sundhed og Forebyggelse er han nu ansat som webredaktør på Journalisten.dk.
I 2003 fik Bo Elkjær sammen med to journalister fra Information Cavlingprisen for deres dækning af optakten til Irakkrigen. Elkjær modtog prisen for hvidbogen "Løgnen om krigen – krigen om løgnen", der udkom som særtillæg til Ekstra Bladet ved Folketingets åbning i 2003. Ifølge hvidbogen skulle tidligere statsminister Anders Fogh Rasmussen og udenrigsminister Per Stig Møller have vildledt Folketinget op til vedtagelsen af beslutningsforslag B118 om dansk deltagelse i koalitionen til afvæbning af Irak.
I forbindelse med udgivelsen af hvidbogen bad Bo Elkjær om interviews med både tidligere statsminister Anders Fogh Rasmussen og udenrigsminister Per Stig Møller. Det blev løbende afvist. I 2005 begyndte Bo Elkjær dagligt, skriftligt at bede om interviews. I juni 2007 kritiserede Folketingets ombudsmand Anders Fogh Rasmussens blacklistning af Bo Elkjær. I august 2007 – efter 671 daglige, skriftlige henvendelser i træk, stillede Fogh Rasmussen op til et 45 minutter langt interview.